# PQ13船団
PQ13船団は第二次世界大戦中にソ連援助のため送られた船団の一つ。1942年3月にソ連へ向かった。船団は19隻の船からなり、護衛は軽巡洋艦「トリニダード」や駆逐艦「エクリプス」、「フュリー」など。5隻がドイツ軍によって沈められた。
船団は1942年3月10日にロッホ・ユーを出発。途中レイキャビクに寄り、20日にレイキャビクを出発した。しかし25日、悪天候のため船団はばらばらになってしまった。28日の時点では何隻かの船が二つの集団を作っていた。この日爆撃により単独航行中であったパナマ船「レイスランド (Raceland)」とイギリス船「エンパイア・レンジャー (Empire Ranger)」が爆撃を受けて沈んだ。またキルケネスからドイツ駆逐艦「Z24」、「Z25」、「Z26」が船団攻撃に出撃、深夜パナマ船「バトウ (Bateau)」を発見して沈めた。29日8隻の商船からなる船団の前方を航行中の「トリニダード」とドイツ駆逐艦3隻が遭遇。「トリニダード」は砲撃で「Z25」と「Z26」を損傷させたが、「Z26」に対して発射した魚雷が自艦に命中して大破した。その後、「Z26」は「エクリプス」の攻撃で沈没。「エクリプス」も「Z24」、「Z25」からの砲撃で損傷した。30日アメリカ船「エッフィンガム (Effingham)」がドイツ潜水艦「U435」に、イギリス船「インデュナ (Induna)」が「U376」に雷撃され沈んだ。残りの船は目的地に着いた。